# Aeroportul Internațional Pakse
Aeroportul Internațional Pakse (IATA: PKZ, ICAO: VLPS) este un aeroport din Champasak Province⁠(d), Laos ce deservește zona Pāksē⁠(d). A fost numit după zona deservită.
Situat la o altitudine de 107 m, aeroportul dispune de o singură pistă. Este operat de Lao People's Armed Forces⁠(d).